# Zeugophora himalayana
Zeugophora himalayana es una especie de coleóptero de la familia Megalopodidae.

## Distribución geográfica
Habita en Uttar Pradesh (India).